# مجلس الوزراء الكويتي (ديسمبر 1965)
مجلس الوزراء الكويتي (ديسمبر 1965)، وهو خامس تشكيل وزاري رسمي بالكويت بمرسوم رقم 156/1965 بتاريخ 4 ديسمبر 1965، وهو أول تشكيل وزاري بعهد الشيخ صباح السالم الصباح واستمر حتى تاريخ 28 يناير 1965.

ضم التشكيل 13 وزيراً لم يطرأ على التشكيل الوزاري سوى تغيير واحد وهو دخول الشيخ عبد الله الجابر الصباح فقط، وقد ضم التشكيل 3 وزراء كانوا أعضاء في مجلس الأمة وهم: خالد مسعود الفهيد، عبد الله مشاري الروضان، يوسف السيد هاشم السيد أحمد الرفاعي وكان رئيس مجلس الوزراء هو الشيخ جابر الأحمد الجابر الصباح وهذه التشكيلة هي الأولى بعهد رئاسة الشيخ جابر الأحمد الصباح.

صورة تضم أعضاء التشكيل الوزاري الخامس

لم تطرأ أي تعديلات أو تعيينات طوال فترة التشكيل حتى تاريخ الاستقالة

## أعضاء مجلس الوزراء
- جابر الأحمد الجابر الصباح : رئيس مجلس الوزراء.
- سعد العبد الله السالم الصباح : وزيراً للداخلية ووزيراً للدفاع
- جابر العلي السالم الصباح : وزيرا للإرشاد والانباء
- صباح الأحمد الجابر الصباح : وزيراً للخارجية ووزيراً للمالية ووزيراً بالوكالة للنفط
- خالد أحمد الجسار : وزيراً للعدل
- خالد المسعود الفهيد : وزيراً للتربية (كان عضواً في مجلس الأمة)
- خالد عيسى الصالح : وزيراً للأشغال العامة
- صالح عبد الملك الصالح : وزيراً للبريد والبرق والهاتف
- عبد العزيز عبد الله الصرعاوي : وزيراً للشئون الاجتماعية والعمل
- عبد الله الجابر الصباح : وزيراً للتجارة والصناعة
- عبد الله مشاري الروضان : وزيراً للأوقاف والشئون الإسلامية (كان عضواً في مجلس الأمة)
- عبد العزيز إبراهيم الفليج : وزيراً للصحة العامة
- يوسف السيد هاشم الرفاعي : وزيراً للدولة لشئون مجلس الوزراء